# Palpibracus lancifer
Palpibracus lancifer är en tvåvingeart som först beskrevs av Malloch 1934.  Palpibracus lancifer ingår i släktet Palpibracus och familjen husflugor. Inga underarter finns listade i Catalogue of Life.